# Dikke Mik
Dikke Mik is een korte speelfilm geregisseerd door Alexander Dijkgraaf en geproduceerd door de Nederlandse Film en Televisie Academie en Henri Vinken. Het verhaal werd geschreven door Jasper Beerthuis. De muziek werd gecomponeerd door This Lüscher. Dikke Mik ging in 2000 in première.

## Verhaal
Maurice' impulsieve omgang met zijn ex-vrouw leidt ertoe dat zij besluit hun 6-jarige zoon in bescherming te nemen. Zij ontzegt Maurice het contact met Joeri. In een uiterste poging om de relatie te redden, neemt Maurice het heft in eigen hand.

## Rolverdeling
| Acteur             | Personage      |
| ------------------ | -------------- |
| Cees Geel          | Maurice        |
| Mick Mulder        | de jonge Joeri |
| Catalijn Willemsen | Floor          |